# Ulica Rycerska w Warszawie
Ulica Rycerska – ulica na warszawskim Starym Mieście, biegnąca od ul. Wąski Dunaj do ul. Piekarskiej.

## Historia
Od XIV wieku ulica służyła jako przejście dla straży miejskiej patrolującej  mury obronne od Wąskiego Dunaju do Bramy Krakowskiej. Pierwszą ubogą zabudowę datuje się na XVI wiek. W 1560 ulicę i domy przy niej określano mianem sub muro (przy murze). Nazwa ulicy, która pojawiła się w drugiej połowie XVII wieku, pochodzi od Baszty Rycerskiej. 
Na początku XVIII wieku w ubogich, drewnianych domach przystawionych do murów obronnych oraz w basztach mieszkali rzemieślnicy, przeważnie szewcy. W pierwszej połowie XVII wieku przy ul. Rycerskiej w baszcie Czerwonej przy rogu Piekarskiej mieszkał kat, utrzymujący tu dom publiczny. 
Zabudowa była często niszczona przez pożary, między innymi w latach 1655–1656 podczas potopu szwedzkiego. W drugiej połowie XVIII i na początku XIX przy ul. Rycerskiej wybudowano 1- i 2- piętrowe kamieniczki, w których mieściły się liczne fryzjernie, a także domy publiczne. W XVII-XVIII wieku odcinek między ul. Piekarską, a klasztorem Augustianów nazywano ul. Ciasną. Na środku jezdni znajdował się rynsztok i nie miała ona chodników, gdyż nie było na nie miejsca.
Zabudowa ulicy została całkowicie zniszczona w 1944. Odbudowano jedynie jej północną stronę oraz, w zmienionym kształcie, kilka domów po stronie wschodniej. 
Pod nr 2 mieści się prowincja warszawska Zgromadzenia Sióstr św. Elżbiety.

## W kulturze
- Akcja opowiadania Dziwne rzeczy Ludwika Stanisława Licińskiego rozgrywa się w części na ulicy Rycerskiej[4].